# Abyssphere
Abyssphere – rosyjski zespół muzyczny utworzony w 2003 roku w Sankt-Petersburgu.
Zespół jest aktywny i tworzy melodyjną muzykę dark/death/doom metalową w języku rosyjskim oraz w języku angielskim (dotyczy oficjalnych tłumaczeń istniejących wcześniej utworów w języku rosyjskim oraz coverów).
Aktualnie zespół posiada 5 albumów studyjnych (dodatkowo 1 album, który jest tłumaczeniem rosyjskojęzycznego albumu).

## Aktualni członkowie zespołu
- Aleksander Jakowlew – Александр «S.at» Яковлев – ekstremalny wokal, pisanie tekstów
- Konstantin Cygankow – Константин Цыганков – czysty wokal, gitara rytmiczna, pisanie tekstów, klawisze
- Aleksander Michajlow – Александр «Sorrow» Михайлов – gitara prowadząca
- Iwan Prokopowicz – Иван «Johnny» Прокопович – gitara basowa (od 2012 roku)
- Stepan Obuchow – Степан Обухов – perkusja (od 2017 roku)

## Albumy
- 2008 – «Images and Masks(inne języki)»
- 2010 – «Тени и сны(inne języki)»
- 2012 – «Снова и снова» – mini-album
- 2012 – «Again and again» – angielskie tłumaczenie mini-albumu «Снова и снова»
- 2017 – «На пути к забвению»
- 2022 – «Эйдолон»

## Single
- 2007 – «Спящий»
- 2009 – «Тысячи лет»
- 2010 – «Дождь»
- 2012 – «Чёрный океан»
- 2023 - «Прощание»
- 2024 - «Винланд»

## Historia utworzenia
Zespół został utworzony przez Aleksandra Jakowlewa wraz z jego przyjaciółmi w Sankt-Petersburgu w Rosji w roku 2003. Pomysł na utworzenie zespołu przyszedł kiedy członkowie zespołu zdali sobie sprawę z tego, że w tamtym czasie nie było dobrego rosyjskojęzycznego zespołu muzycznego tworzącego muzykę z podgatunku dark-metal.
22 lutego 2005 roku ukazała się wersja demo utworu „Images and Masks” z albumu o tym samym tytule. Później osobno ukazały się kolejne wersje demo piosenek z tego albumu.
15 listopada 2007 roku odbył się pierwszy koncert w klubie Roks Club na November Doom Fest. W tym samym roku na zbiorze „Doom Art Compilation 2007” ukazała się piosenka „Спящий”.
17 listopada 2010 roku nakładem wytwórni „Endless Desperation” ukazał się drugi album – „Тени и сны”, który otrzymał pozytywne opinie krytyków. Jego prezentacja odbyła się 4 grudnia w Sankt Petersburgu w klubie „Арктика”.
Aby nagrać trzeci pełnometrażowy album, „На пути к забвению”, zespół zorganizował zbiórkę pieniędzy na platformie Planeta.ru.
1 maja 2017 roku Abyssphere zaprezentował swój album „На пути к забвению”.
W 2022 roku zespół wydał album pt. "Эйдолон".